# Daramus vicinus
Daramus vicinus là một loài bọ cánh cứng trong họ Cerambycidae.